# Беллэр (Флорида)
Беллэр (англ. Belleair) — муниципалитет, расположенный в округе Пинеллас (штат Флорида, США) с населением в 4067 человек по статистическим данным переписи 2000 года.

## География
По данным Бюро переписи населения США муниципалитет Беллэр имеет общую площадь в 7,25 квадратных километров, из которых 4,66 кв. километров занимает земля и 2,59 кв. километров — вода. Площадь водных ресурсов округа составляет 35,72 % от всей его площади.
Муниципалитет Беллэр расположен на высоте 14 м над уровнем моря.

## Демография
По данным переписи населения 2000 года в Беллэрe проживало 4067 человек, 1225 семей, насчитывалось 1973 домашних хозяйств и 2263 жилых дома. Средняя плотность населения составляла около 560,97 человек на один квадратный километр. Расовый состав населённого пункта распределился следующим образом: 98,35 % белых, 0,15 % — чёрных или афроамериканцев, 0,15 % — коренных американцев, 0,39 % — азиатов, 0,76 % — представителей смешанных рас, 0,20 % — других народностей. Испаноговорящие составили 2,53 % от всех жителей.
Из 1973 домашних хозяйств в 17,9 % воспитывали детей в возрасте до 18 лет, 55,1 % представляли собой совместно проживающие супружеские пары, в 5,4 % семей женщины проживали без мужей, 37,9 % не имели семей. 34,2 % от общего числа семей на момент переписи жили самостоятельно, при этом 21,3 % составили одинокие пожилые люди в возрасте 65 лет и старше. Средний размер домашнего хозяйства составил 2,04 человек, а средний размер семьи — 2,58 человек.
Население муниципалитета по возрастному диапазону по данным переписи 2000 года распределилось следующим образом: 16,2 % — жители младше 18 лет, 2,5 % — между 18 и 24 годами, 20,1 % — от 25 до 44 лет, 28,5 % — от 45 до 64 лет и 32,6 % — в возрасте 65 лет и старше. Средний возраст жителей составил 53 года. На каждые 100 женщин в Беллэрe приходилось 84,7 мужчин, при этом на каждые сто женщин 18 лет и старше приходилось 79,1 мужчин также старше 18 лет.
Средний доход на одно домашнее хозяйство составил 63 267 долларов США, а средний доход на одну семью — 96 400 долларов. При этом мужчины имели средний доход в 61 548 долларов США в год против 31 313 долларов среднегодового дохода у женщин. Доход на душу населения составил 63 267 долларов в год. 1,4 % от всего числа семей в населённом пункте и 4,0 % от всей численности населения находилось на момент переписи населения за чертой бедности, при этом 2,7 % из них были моложе 18 лет и 4,4 % — в возрасте 65 лет и старше.